# Kita-iwa Jima
Kita-iwa Jima (japanisch 来た岩 ‚Nördliche Felseninsel‘) ist kleine Insel vor der Prinz-Harald-Küste des ostantarktischen Königin-Maud-Lands. Sie gehört zur Inselgruppe Flatvær und liegt etwa 300 m nördlich von Iwa-zima im nordöstlichen Teil der Lützow-Holm-Bucht.
Japanische Wissenschaftler benannten sie 2008.